# Hainesville (Illinois)
Pour les articles homonymes, voir Hainesville.
Hainesville est un village du comté de Lake dans l'Illinois, aux États-Unis,. Situé au centre du comté, il est  incorporé le 21 juillet 1903.

## Démographie
Lors du recensement de 2010, le village comptait une population de 3 597 habitants. Elle est estimée, en 2017, à 3 645 habitants.

## Source de la traduction
- (en) Cet article est partiellement ou en totalité issu de l’article de Wikipédia en anglais intitulé « Hainesville, Illinois » (voir la liste des auteurs).